# کرکر (اصطلاح)

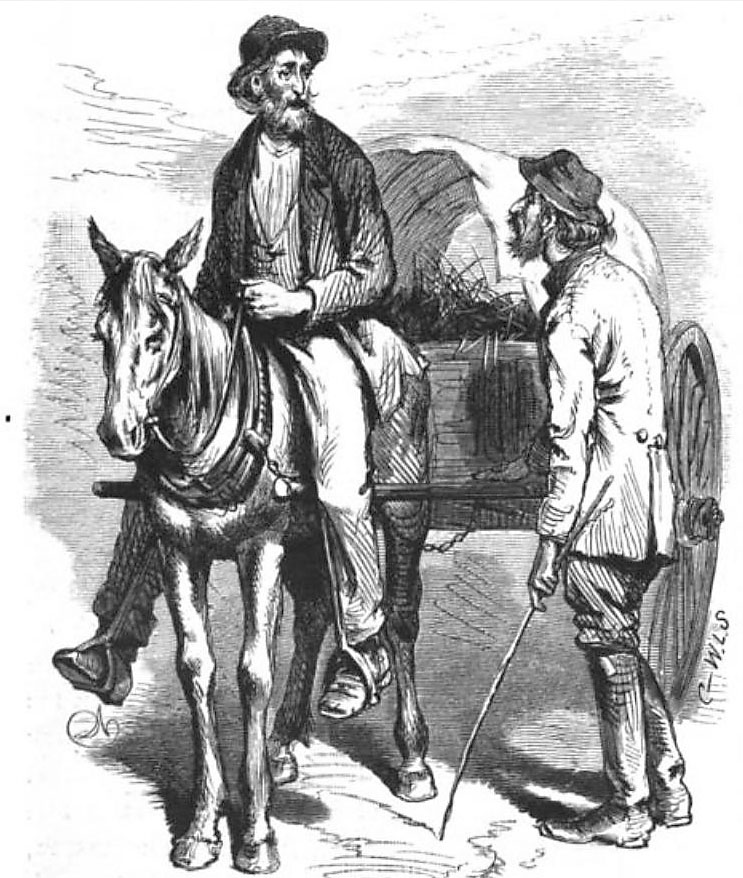
«یک جفت کرکر جورجیایی» که توسط تصویرگر جیمز ولز چمپنی در کتاب خاطرات جنوب بزرگ نوشته ادوارد کینگ، ۱۸۷۳ به تصویر کشیده شده‌است.

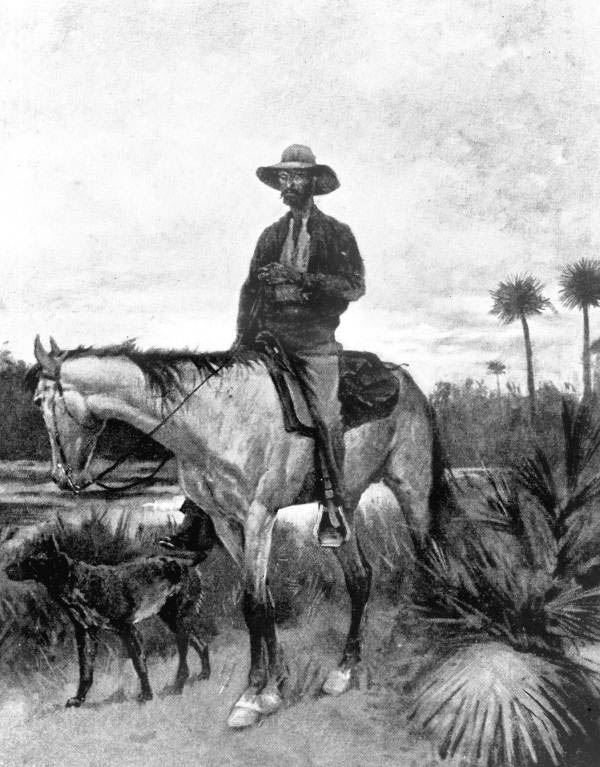
یک «کرکر گاوچران» با اسب کرکر فلوریدایی‌اش و سگ‌اش اثر فردریک رمینگتون، ۱۸۹۵

کِرَکِر (به انگلیسی: Cracker) که با نام‌های کرکر سفید (به انگلیسی: white cracker) یا کرکا (به انگلیسی: cracka) نیز نامیده می‌شود، یک لقب نژادی است که به سفیدپوستان گفته می‌شود، از این واژه برای سفیدپوستان روستایی فقیر در ایالت‌های جنوبی آمریکا استفاده می‌شد. کرکر در اغلب موارد استفاده، یک عبارت تحقیرآمیز است اما به صورت خنثی نیز استفاده می‌شود مانند اشاره به بومی‌های ایالت فلوریدا یا جورجیا.
تاریخچه دقیق و ریشه‌شناسی این کلمه هنوز مورد بحث است. در گذشته از «کرکر» به عنوان یک واژه جهت توصیف غرورآمیز خود یا شوخی استفاده می‌شده‌است. با هجوم عظیم ساکنان جدید از شمال آمریکا، برخی از ساکنان سفیدپوست فلوریدا و جورجیا برای اینکه نشان دهند خانواده آنها برای چندین نسل در آنجا زندگی کرده‌اند، به‌طور غیررسمی از «کرکر» استفاده می‌کنند.